# Tần bì
Tần bì hay còn gọi tần Trung quốc, bạch lạp (danh pháp khoa học: Fraxinus chinensis) là một loài thực vật thuộc chi Fraxinus, trong họ Oleaceae bản địa châu Á. Loài này được du nhập vào Colombia năm 1960, được trồng ở các đường phố và các vùng nông thôn.
Loài này phân bố ở châu Á ôn đới, Liên bang Nga (Primorsky, đảo Sakhalin); Trung Quốc; Hoa Đông: Bán đảo Triều Tiên; châu Á nhiệt đới: Đông Dương, Việt Nam. Tại Colombia, loài này được du nhập và trồng ở độ cao từ 1500 đến 2900 trên mực nước biển.